# ألبرت ر. بينكه
ألبرت ر. بينكه (بالإنجليزية: Albert R. Behnke)‏ هو ضابط أمريكي، ولد في 8 أغسطس 1903 في شيكاغو في الولايات المتحدة، وتوفي في 16 يناير 1992 في سان فرانسيسكو في الولايات المتحدة.